# Monorail du centenaire

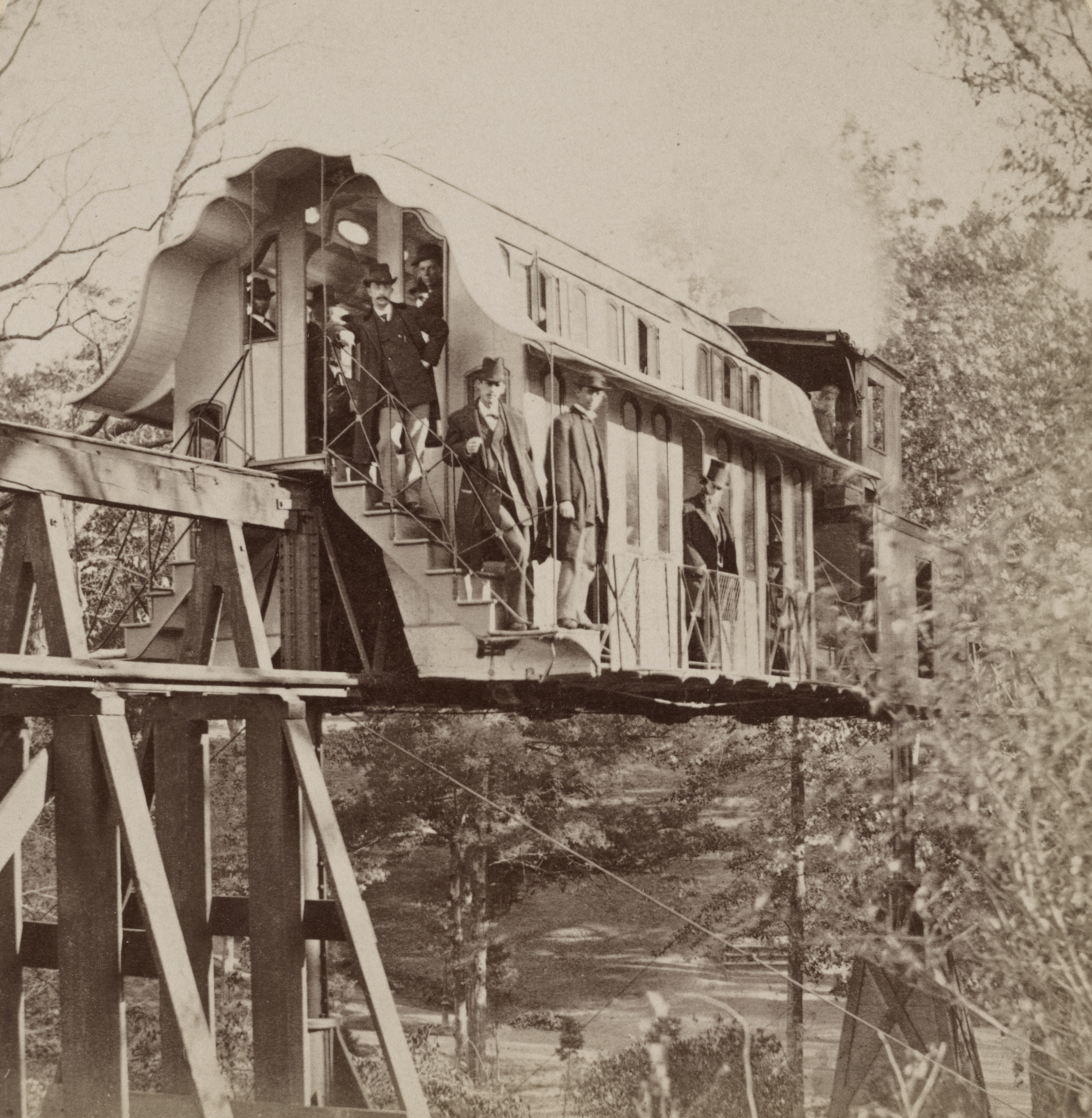
Monorail du centenaire lors de l'exposition universelle de 1876

Le monorail du centenaire du général LeRoy Stone a été en démonstration lors de l'exposition du centenaire de 1876 , la première foire mondiale officielle aux États-Unis, qui a eu lieu à Philadelphie en (Pennsylvanie) pour célébrer le 100e anniversaire de la Déclaration d'indépendance.

## Description
Pour l'occasion, une infrastructure d'environ 155 m reliait le pavillon de l'horticulture et celui de l'agriculture dans le Fairmount Park traversant un ravin.  Pour de faire, les concepteurs reprirent l'idée du monorail système Lartigue en apportant certaines modifications. Le rail porteur était installé sur des cadres en bois en forme de V inversé. Un peu moins d'un mètre et demi (4 pieds 5 pouces) au-dessous, se trouvaient deux rails de guidage pour équilibrer le véhicule. Les roues porteuses avaient un diamètre de 711 mm (28 pouces). Le wagon était propulsé par un moteur à vapeur. La chaudière était semblable à celle des machines à vapeur classiques de 6,4  m (21 pieds) de long et d'un diamètre de 863 mm (34 pouces). La cabine du conducteur était située à l'arrière et deux réservoirs d'eau se trouvaient juste en dessous avec du charbon derrière eux. Un seul wagon à deux étages décoré dans le style art déco victorien fut construit. Une version modifiée de ce démonstrateur a été exploitée en 1878 sur le chemin de fer Bradford et Foster Brook (en) en Pennsylvanie.